# Filorosso
Filorosso (nel 2024 come Filorosso Revolution) è un programma televisivo  estivo italiano di genere talk show in onda dal 28 giugno 2022 in prima serata su Rai 3.

## Il programma
È un programma d'informazione e di approfondimento incentrato sull'attualità che va in onda ogni martedì in prima serata nel periodo estivo (nella prima e seconda edizione ha sostituito #cartabianca e nella quarta edizione Lo stato delle cose durante la pausa estiva). Si raccontano i fatti che hanno suscitato maggior interesse nel corso della settimana. Nella prima edizione aveva un suo spazio, anche la giornalista Roberta Rei con le sue inchieste.
Nell'edizione del 2025 sono sempre ospiti come opinionisti, i giornalisti Ilenia Petracalvina e Stefano Zurlo, che portano settimanalmente degli aggiornamenti sul delitto di Garlasco (che seguono capillarmente da 18 anni) e su altri casi di cronaca giudiziaria.
Dal 2025 la sigla iniziale è la canzone Il filo rosso di Alfa.

## Edizioni
| Edizione | Titolo               | Inizio         | Fine              | Conduzione       | Conduzione     | Puntate | Studio                                                     |
| -------- | -------------------- | -------------- | ----------------- | ---------------- | -------------- | ------- | ---------------------------------------------------------- |
| 1ª       | Filorosso            | 28 giugno 2022 | 23 agosto 2022    | Giorgio Zanchini | Roberta Rei    | 9       | Studio 2 del Centro di produzione TV Raffaella Carrà, Roma |
| 2ª       | Filorosso            | 4 luglio 2023  | 19 settembre 2023 | Manuela Moreno   | Manuela Moreno | 11      | Studio 2 del Centro di produzione TV Raffaella Carrà, Roma |
| 3ª       | Filorosso Revolution | 23 luglio 2024 | 3 settembre 2024  | Federico Ruffo   | Federico Ruffo | 7       | Studio 2 del Centro di produzione TV Raffaella Carrà, Roma |
| 4ª       | Filorosso            | 16 giugno 2025 | in corso          | Manuela Moreno   | Manuela Moreno | 9       | Studio 2 del Centro di produzione TV Raffaella Carrà, Roma |

## Curiosità
Questo programma risulta l'unico titolo fra i programma RAI che viene proposto solo in estate e non durante tutta la stagione come altri titoli di programmi utilizzati o di cui esistono spin-off.